# Centrolene lynchi
Centrolene lynchi là một loài ếch thuộc họ Centrolenidae.
Loài này có ở Colombia và Ecuador.
Môi trường sống tự nhiên của chúng là vùng núi ẩm nhiệt đới hoặc cận nhiệt đới và sông ngòi.
Chúng hiện đang bị đe dọa vì mất môi trường sống.